# Ernst Dobers
Theodor Max Ernst Dobers (* 3. März 1892 in Posen; † Mai 1945) war ein deutscher Biologe und Hochschullehrer an der Hochschule für Lehrerbildung Elbing.
Der Sohn eines Berufsschulleiters in Eberswalde Dobers studierte nach dem Abitur 1910 Biologie, Mathematik und Physik in Tübingen und an der Friedrich-Wilhelms-Universität Berlin bis zur Promotion mit einer biologischen Dissertation 1915 über die Bdelloida. Nach dem Studium meldete er sich noch 1914 freiwillig zum Wehrdienst im Ersten Weltkrieg und wurde am Ende zum Leutnant d.R. ernannt. Noch bis Juli 1919 war er im Grenzschutz Ost aktiv. Nach dem Referendariat wurde er 1921 Studienrat (1928 OStR) in Hannover, 1930 zum Professor für Biologie an die Pädagogische Akademie Stettin berufen, 1933 als Professor für Vererbungslehre und Rassenkunde an die Hochschule für Lehrerbildung Elbing versetzt, deren stellvertretender Leiter er 1937 wurde. Dobers war Mitglied der SA, er hatte am 22. Juni 1937 die Aufnahme in die NSDAP beantragt und wurde rückwirkend zum 1. Mai desselben Jahres aufgenommen (Mitgliedsnummer 5.086.301). Er war als Lehrerfortbilder im Bereich Biologie und Rassenkunde aktiv. 1940 war er in Warschau Besatzungsoffizier. 1942 habilitierte er sich an der Albertus-Universität Königsberg für Anthropologie. Anschließend wurde er als Leiter der Lehrerbildungsanstalt Eilenburg eingesetzt. 1945 wurde er noch Aufsichtsbeamter über die Lehrerbildungsanstalten in Pommern.
In seinem pädagogischen Schrifttum seit 1933 betrieb er eine ungezügelte antisemitische Propaganda und stellte dem nordischen „Leistungsmenschen“ den jüdischen „Schmarotzer“ entgegen. Die Judenfrage sei immer wieder zu behandeln, als Unterrichtsmaterial empfiehlt er das Hetzblatt Der Stürmer.

## Schriften
- Angewandte Biologie im Unterricht, Salle, Berlin 1927
- Die Judenfrage. Stoff und Behandlung in der Schule, Bad Heilbronn – Leipzig 1936 u.ö.
- Rassenkunde. Forderung und Dienst, Klinkhardt, Bad Heilbrunn 1936 u.ö.
- mit Kurt Higelke: Rassenpolitische Unterrichtspraxis Der Rassengedanke in der Unterrichtsgestaltung der Volksschulfächer, Leipzig 1939
- Westpreußische Nehrungsfischer, unveröffentlichte Habilitationsschrift, Königsberg 1942